# Olof Unogård
Olof Unogård, född 21 augusti 1988 i Bollnäs, är en svensk fotbollstränare som är huvudtränare för Växjö DFF som spelar i Damallsvenskan. År 2022 tog han Växjö DFF genom hela säsongen i Elitettan utan att förlora en enda match i serien.

## Biografi
Olfo Unogård är född i Bollnäs och började spela fotboll för Växbo, och senare seniorlag i Bollnäs och Kilafors. Han läste samhällsprogrammet på Torsbergsgymnasiet, med fotboll som specialidrott.
Unogård studerade från 2009 vid Gymnastik- och idrottshögskolan i Stockholm, där han avlade en filosofie kandidatexamen med huvudämnet idrott, inriktning tränarskap 2012. Hans kandidatuppsats Fotbollskillar och sociala tjejer – om föräldrars konstruerande av kön belönades med första priset i World Village of Women Sports ouppsatstävling. Efter avslutade studier fortsatte han som forskarassistent, och tränade parallellt bland annat Lidingös damlag.
Han fick sitt första heltisatvoderade tränaruppdrag 2015 när han tog över som huvudtränare för IK Sirius FK damlag, som sedermera gick upp i IK Uppsala Fotboll, som då spelade i Elitettan.
2016 tog han över Hammarby IF DFF i Elitettan, och samma år hjälpte han laget upp till Damallsvenskan.
2018 lämnade Unogård Hammarby och han blev erbjuden jobbet som tränare för klubben Linköpings FC.
2021 åkte Växjö DFF ur den högsta serien Damallsvenskan. Unogård erbjöds då jobbet som huvudtränare. Under sin första säsong säkrade han och klubben avancemang tillbaka till Damallsvenskan. Unogård tog sitt Växjö DFF igenom säsongen i Elitettan utan att förlora en enda match. 2023 säkrade Växjö kontraktet i Damallsvenskan efter en åttondeplacering i tabellen.

## Meriter
- 2022 – Uppflyttning från Elitettan till Damallsvenskan (med Växjö DFF).[8]
- 2016 – Uppflyttning från Elitettan till Damallsvenskan (med Hammarby IF).[6]

- UEFA Pro licence.